# Grand-Bourg
Grand-Bourg är en kommun i det franska utomeuropeiska departementet Guadeloupe i Västindien. Kommunen ligger i kantonen Marie-Galante som ligger i arrondissementet Pointe-à-Pitre. År 2022 hade Grand-Bourg 4 678 invånare.
Grand-Bourg utgör huvudorten på ön Marie-Galante bland de södra Små Antillerna i Karibiska havet.

## Historia
Den 3 november 1493 upptäckte Christofer Columbus som förste europé Île Marie-Galante, ön döptes då till Santa Maria la Galante efter ett av hans fartyg.
1635 hamnade området sedan under franskt styre och 1648 anlände de första franska kolonisatörer till ön och bosatte sig kring Grand-Bourg. Under 1600-talet härjades staden flera gånger av holländare och 1690 brändes staden ned av engelsmännen.
Den 1 november 1792 utropade ön sitt oberoende från Frankrike och staden blev huvudorten till 1794 då Storbritannien åter ockuperade ön.
Senare återgick ön under franskt styre och Grand-Bourg förblev huvudort.

## Staden
Grand-Bourg ligger på öns sydvästra del och är öns största samhälle. Centrum utgörs av området kring Rue du Fort och förutom förvaltningsbyggnader som Stadshuset finns det en kyrka och ett litet slott Le château Murat.
Cirka 5 kilometer sydväst om staden ligger öns flygplats Les Bases Airport (flygplatskod "GBJ") med kapacitet för lokalt flyg.

## Befolkningsutveckling
| Befolkningsutvecklingen i Grand-Bourg 1990–2021 | Befolkningsutvecklingen i Grand-Bourg 1990–2021 | Befolkningsutvecklingen i Grand-Bourg 1990–2021 | Befolkningsutvecklingen i Grand-Bourg 1990–2021 | Befolkningsutvecklingen i Grand-Bourg 1990–2021 |
| ----------------------------------------------- | ----------------------------------------------- | ----------------------------------------------- | ----------------------------------------------- | ----------------------------------------------- |
|                                                 |                                                 |                                                 |                                                 |                                                 |
| År                                              |                                                 |                                                 | Folkmängd                                       |                                                 |
| 1990                                            | 1990                                            |                                                 | 6 244                                           |                                                 |
| 1999                                            | 1999                                            |                                                 | 5 934                                           |                                                 |
| 2007                                            | 2007                                            |                                                 | 5 674                                           |                                                 |
| 2015                                            | 2015                                            |                                                 | 5 179                                           |                                                 |
| 2021                                            | 2021                                            |                                                 | 4 741                                           |                                                 |